# BluE Nexus
株式会社BluE Nexus（ブルーイー ネクサス）は愛知県安城市に本社を置く、トヨタグループの自動車部品メーカー。

## 概要
自動車の電動化のための駆動モジュールの開発および販売を行うため、トヨタグループのアイシン（創業当時はアイシン精機）とデンソーが折半出資して2019年4月1日に設立された。BluE Nexusはトランスアクスル、モーター、ジェネレーター、インバータをパッケージ化した駆動モジュールを開発し、同社が開発した製品はデンソー（インバータを担当）およびアイシン（ギア、モーターおよびASSY製造を担当）が受託生産する。
2020年8月1日にはトヨタ自動車が新たに10%出資し、アイシンおよびデンソーの出資比率はそれぞれ45%となった。トヨタ出資以降は燃料電池システムを除くトヨタの電動化システムの販売窓口がBluE Nexusとなった。

## 沿革
- 2019年4月1日 - アイシン精機（現・アイシン）およびデンソーの折半出資により設立。
- 2020年8月1日 - トヨタ自動車が10%を出資。

## 主な製品
BluE Nexusはモーター、インバータ、トランスアクスルを組み合わせた電動駆動車用の駆動ユニットeAxleのほか、1モーターハイブリッドシステム、2モーターハイブリッドシステムを取り扱う。

### eAxle
- 80 kW仕様 - トヨタ・bZ4X（4WD車）のフロントおよびリアに初搭載[6]。1YM型モーターを核とする。
- 150 kW仕様 - トヨタ・bZ4X（2WD車）に初搭載[6]。1XM型モーターを核とする。
- スズキ向けeAxle - スズキ・eビターラに搭載される。インド国内で製造され、BluEのインド法人により供給される[7]。
- いすゞ向けeAxle - いすゞ・D-MAX EV（フロント/リア）に搭載される[8]。

### ハイブリッドシステム
- 1モーターハイブリッドシステム - 6速AT、駆動モーター（1ZM型）、インバータを一体化したシステム。トヨタ・クラウンクロスオーバー（2.4Lターボハイブリッド車）に初採用[9]。トヨタでの呼称はデュアルブーストハイブリッドシステム。
- 2モーターハイブリッドシステム - トヨタ・ハイブリッド・システム。2020年8月のトヨタ出資以降はBluE Nexusが取り扱う[3]。
  - 広州汽車向けに販売されており、トランプチ・GS8HEV[10]およびM8HEV[11]に搭載される。

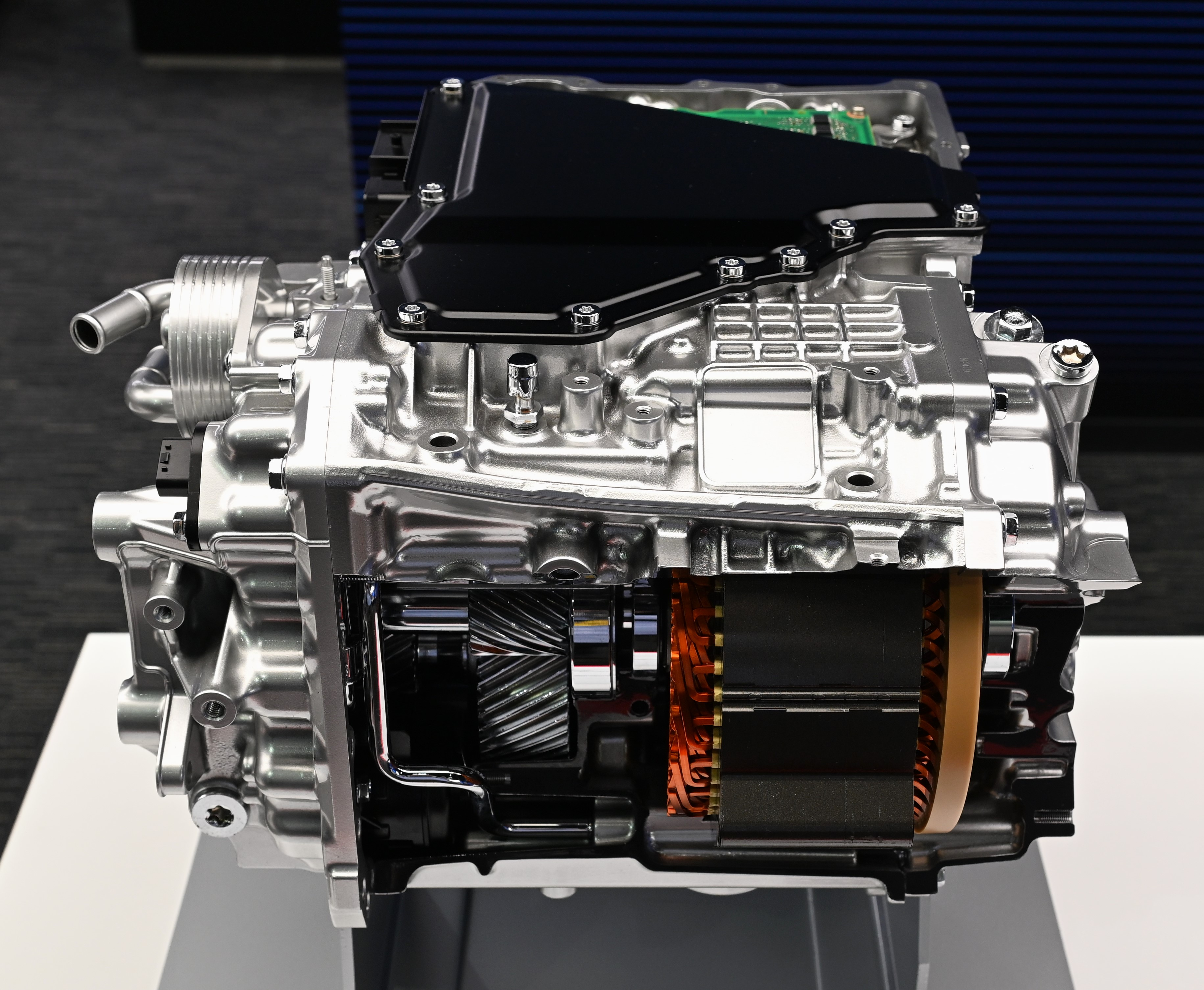
BluE Nexus製eAxle トヨタ・bZ4X 4WD車リア用
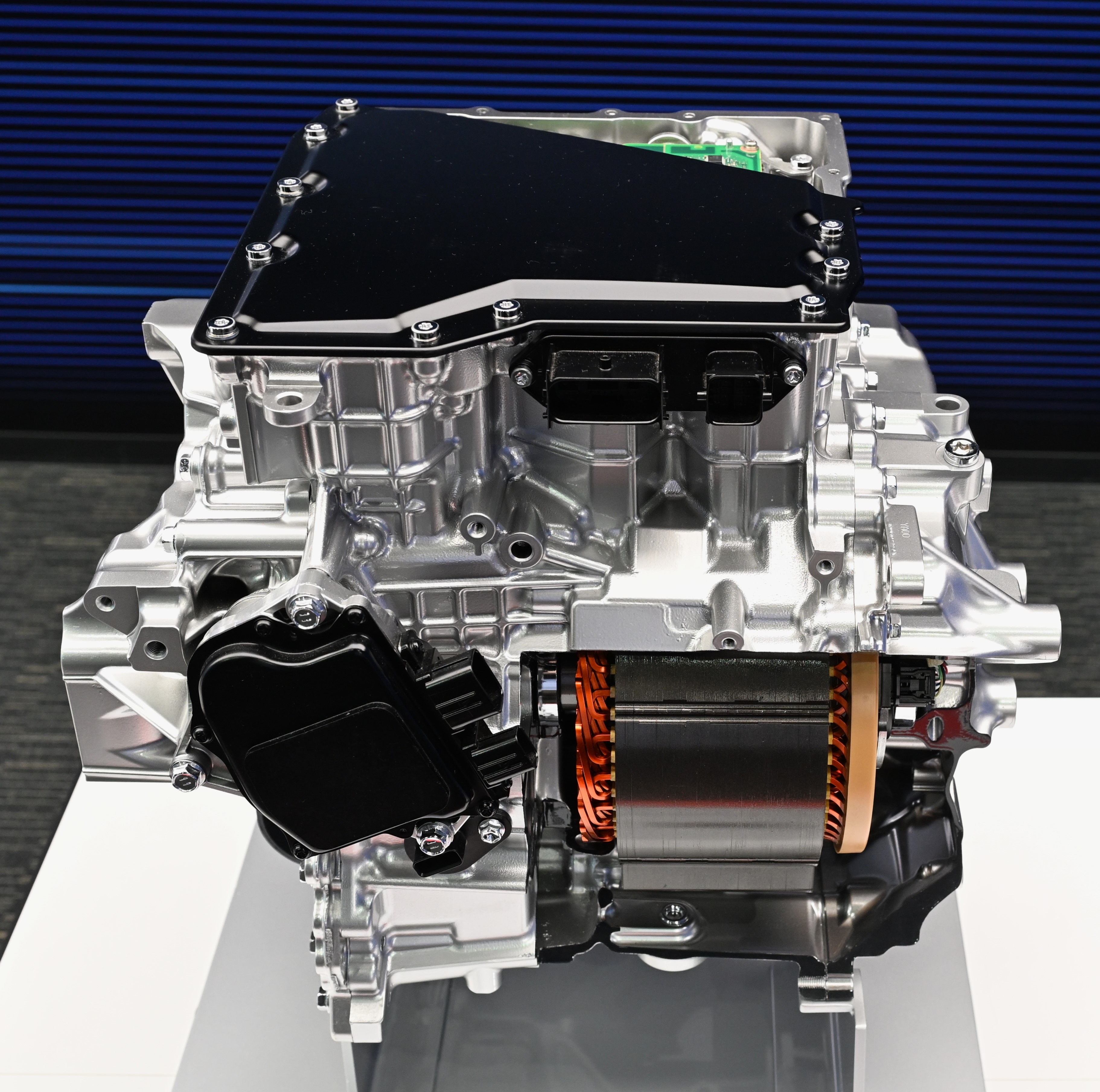
BluE Nexus製eAxle トヨタ・bZ4X 2WD車用
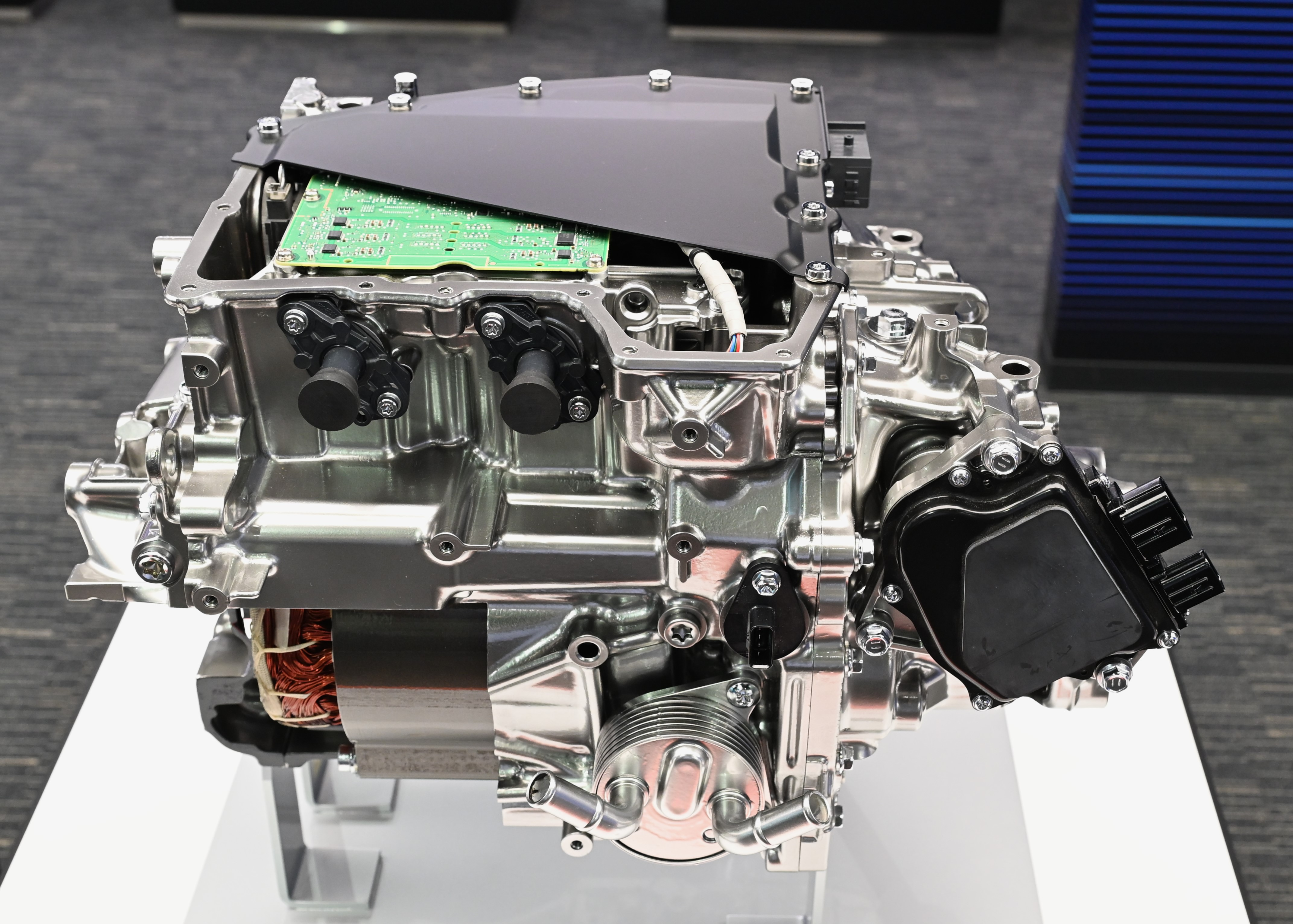
BluE Nexus製eAxle スズキ・eビターラ用
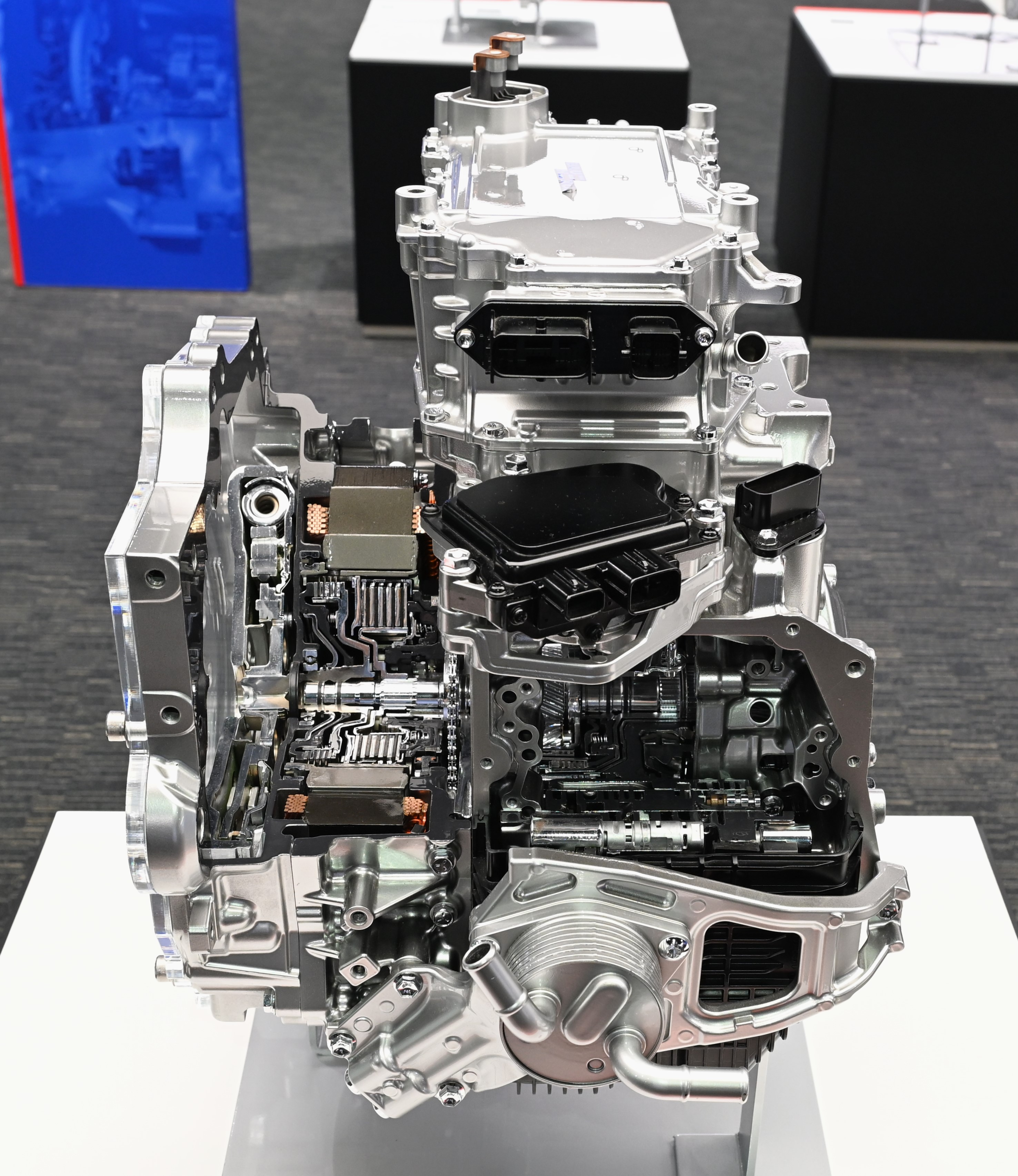
BluE Nexus製1モーターハイブリッドトランスミッション トヨタ・クラウンクロスオーバーRS用

## 関連会社
- 共藍科技（上海）有限公司（中国法人）
- BluE Nexus America, Inc.（米国法人）
- BluE Nexus Automotive India Pvt. Ltd.（インド法人）